# سويحان

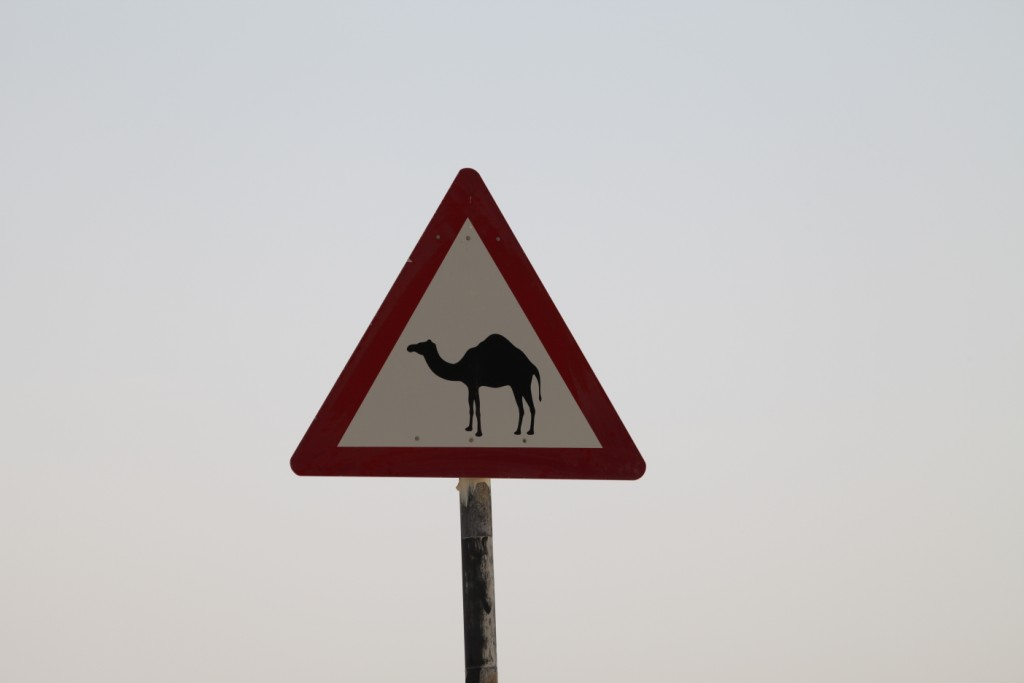
علامة تحذير بالقرب من سويحان لاحتمال وجود قطيع الجمال حيث ينتشر هذا النوع من الإشارات معظم المناطق لمرور بعضها على الطرق السريعة

سويحان إحدى المناطق التابعة لإمارة أبوظبي في دولة الإمارات العربية المتحدة،  وهي بشكل عام قرية زراعية حيث تنتشر المزارع وعزب الإبل    في محيطها تحتوي القرية على البنى التحتية الأساسية اللازمة من مدارس، مركز صحي، دائرة للبلدية، فروع لمؤسسات الماء والكهرباء، الاتصالات، البنك بالإضافة إلى مركز شرطة ودفاع مدني، وقاعة أفراح، كما يوجد المركز الوطني لبحوث الطيور أحد أهم مراكز بحوث الطيور في الدولة، تبعد سويحان عن مدينة العين ما يقارب 73 كيلو متراً، وتقع على مفترق الطرق بين مدينة أبو ظبي وإمارة دبي. سكان مدينة سويحان من السكان الإماراتيين المحليين الأصليين (البدو)، بالإضافة إلى عدد قليل من العرب والآسيويين.  
يبدي سكان سويحان اهتماماً كبيراً بالإبل.  ويقام في المنطقة مهرجان سنوي تراثي تحت رعاية صاحب السمو الشيخ سلطان بن زايد آل نهيان "مهرجان سلطان بن زايد التراثي"،   حيث يستقطب عدد كبير من محبي التراث من كافة انحاء دولة الإمارات العربية المتحدة، ودول الخليج. 